# チェチェン包囲網
『チェチェン包囲網』（原題：Пленный、英題：Captive）は、2008年のロシア・ブルガリア合作の戦争映画。

## あらすじ
第二次チェチェン紛争の攻防戦の中、ロシア軍の護衛隊が山で遭難してしまう。そこで、捕虜のチェチェン兵をガイドにさせ、安全地帯を探しに行く。

## キャスト
- バチェスラフ・クリコノフ
- セルゲイ・ウマノフ
- ピョートル・ロガチェフ
- イラークリ・マスカラヤ
- ライサ・ギチャエワ

## スタッフ
- 監督：アレクセイ・ウチーチェリ
- 脚本：ウラジミール・マカニン、ティモフィー・デキン
- 製作：アレクセイ・ウチーチェリ
- 音楽：レオニド・デシャトニコフ
- 撮影：ユーリー・クリメンコ